# 片原町站 (香川縣)
34°20′44.9″N 134°03′14.8″E / 34.345806°N 134.054111°E
片原町站（日语：／ Kataharamachi eki */?）是位於日本香川縣高松市、屬於高松琴平電氣鐵道（琴電）琴平線及長尾線的鐵路車站，車站編號為K01及N01。本站座落於片原町步行街旁，亦是琴電制度下的途中下車指定站。

## 車站結構

### 站房
本站為以水泥、鋼架及鋼板所建成的單層建築，並與旁邊的購物連鎖店「丸吉中心」共構。車站入口位於最右邊，靠近片原町商業街的其中一個出入口。站內設有服務窗口，專門處理、及發售有關IruCa的事宜。另外亦設有2部自動售票機、1部IruCa自助增值機、候車座椅等。本站也採用了與高松築港站及瓦町站相同、對應IC卡的閘門式出、入閘機三部。

### 月台
本站設側式月台2個，長度約為75米。通過閘口後，即為1號月台；至於2號月台，則從右邊的平交道橫過路軌後到達。所有月台均設有無障礙斜道。
| 月台 | 路線    | 方向 | 目的地                           | 備註 |
| ---- | ------- | ---- | -------------------------------- | ---- |
| 1    | ■琴平線 | 上行 | 高松築港方向                     |      |
| 2    | ■琴平線 | 下行 | 佛生山、一宮、瀧宮、琴電琴平方向 |      |
| 2    | ■長尾線 | 下行 | 瓦町、平木、長尾方向             |      |

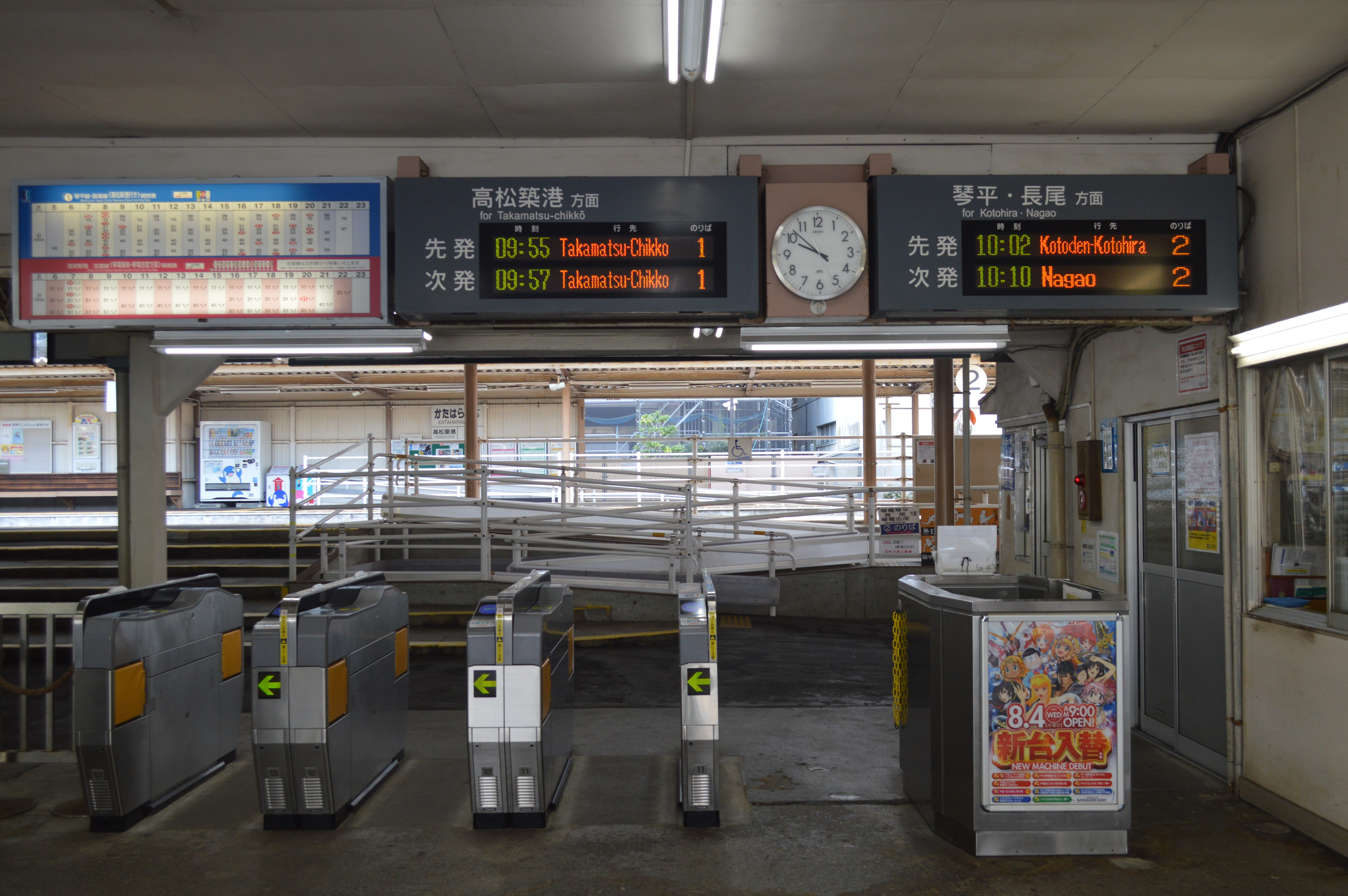
驗票口(2021年8月)
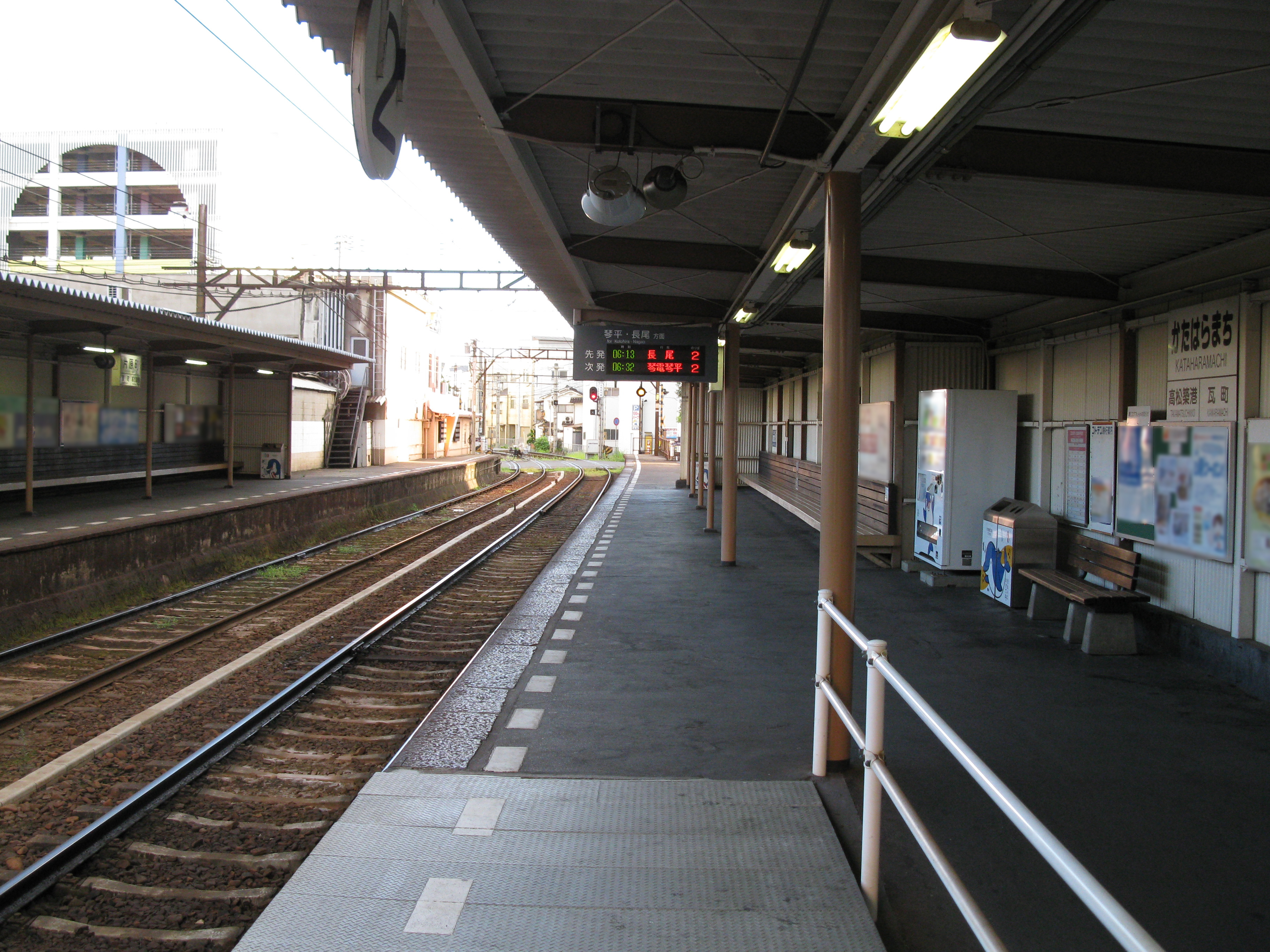
月台(2010年8月)

## 歷史
- 1948年：

- 2月18日：琴平線的路線從瓦町站延伸至本站，本站開始營運。
- 12月26日：路線延伸至築港站，改為中途站。

## 使用狀況
| 1日上落人數推斷 | 1日上落人數推斷 |
| 年度            | 1日平均人數     |
| --------------- | --------------- |
| 2011            | 4,574           |
| 2012            | 4,628           |
| 2013            | 4,753           |
| 2014            | 4,886           |
| 2015            | 5,011           |
| 2016            | 5,217           |
| 2017            | 5,305           |
| 2018            | 5,353           |
| 2019            | 5,362           |
| 2020            | 4,289           |
| 2021            | 4,289           |
| 2022            | 4,589           |

## 相鄰車站
高松琴平電氣鐵道（琴電）
■琴平線、■長尾線
高松築港 (K00/N00) - 片原町 (K01/N01) - 瓦町 (K02/N02)

## 外部連結
- 高松琴平電鐵片原町站資訊 （页面存档备份，存于）（日語）